# Instituto Estatal Electoral de Hidalgo

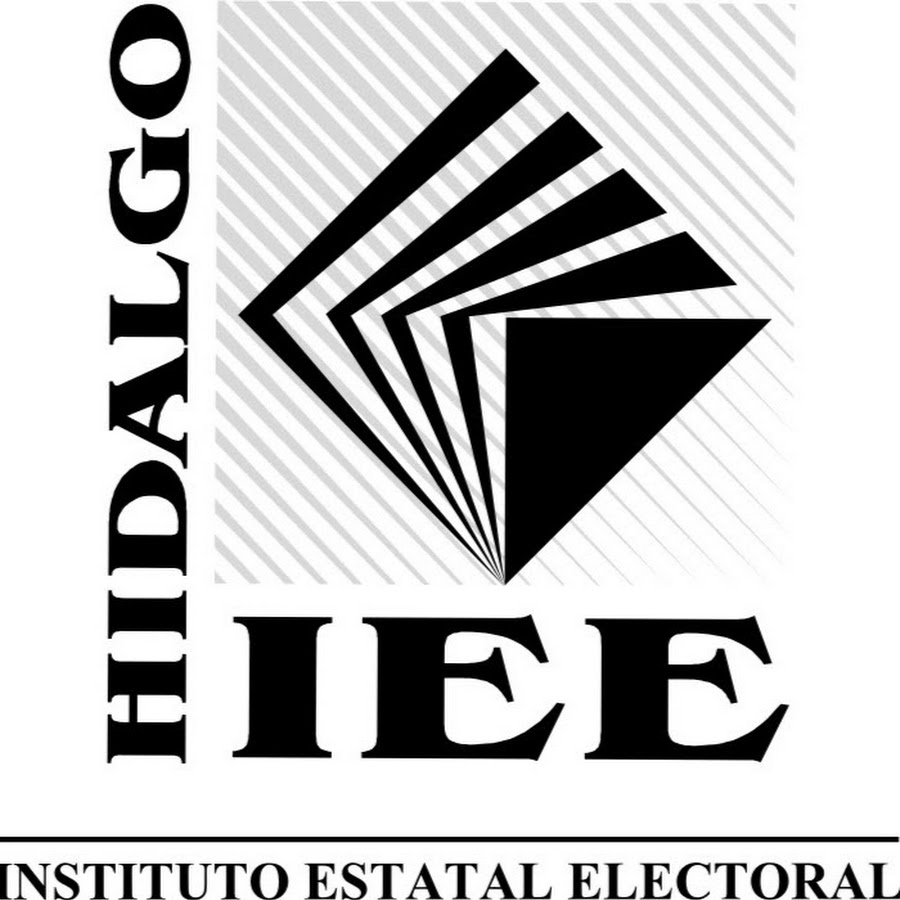
Logo Instituto Estatal Electoral de Hidalgo.

El Instituto Estatal Electoral de Hidalgo (IEEH) es un organismo público ciudadanizado de carácter permanente y autónomo en su función, independiente en su toma de decisiones, con profesionalidad jurídica y de patrimonio propio. Su objetivo es fortalecer la democracia en el Estado de Hidalgo mediante el desarrollo de procesos electorales y así incrementar la confianza de los ciudadanos y los partidos políticos de la institución.

## Historia
Se creó el 9 de noviembre de 1995 por la aprobación de la LV Legislatura del Estado de Hidalgo del decreto número 240. El marco jurídico se basa en ordenamientos federales y generales de México, en ordenamientos locales del Estado de Hidalgo y en ordenamientos internos de la Institución Estatal Electoral.

## Partidos políticos
Los Partidos políticos que forman parte de los procesos electorales estatales de Hidalgo son:
- Partido Acción Nacional (PAN)
- Partido Revolucionario Institucional (PRI)
- Partido de la Revolución Democrática (PRD)
- Partido Verde Ecologista de México (PVRM)
- Partido del Trabajo (PT)
- Movimiento Ciudadano (PMC)
- Morena
- Partido Podemos
- Más Por Hidalgo
- Nueva Alianza Hidalgo
- Partido Encuentro Social Hidalgo